# 안정희
안정희(1968년 1월 11일 ~ )는 대한민국의 전직 성우이다. 1991년 EBS에 입사했으며, 현재는 제명된 상태다. EBS 12기였다. 교육방송 성우극회 소속.
2017년 MBN 교양 프로그램 특종세상을 통해 근황이 공개되었는데 1995년 한국성우협회에서 제명되었다고 한다. 방송에는 한미정이라는 가명으로 나왔다.